# 稲沢潤子
稲沢 潤子（いなざわ じゅんこ、1940年10月5日 - ）は、日本の小説家。本名・岩田淳子。静岡県出身。静岡県立沼津東高等学校からお茶の水女子大学を経て名古屋大学卒業後、出版社に勤務しながら小説を書き始める。1969年2月号の『民主文学』に「二足めの靴」が掲載され、作家としてのキャリアがはじまる。1972年には「紀子の場合」を発表。その後、『群像』『民主文学』を中心に多くの作品を発表する。
ルポルタージュの著作も多く、1981年の北炭夕張新炭鉱ガス突出事故を契機に夕張を取材し、『夕張のこころ』（大月書店）を刊行する。また、障碍者問題や千葉県立小金高等学校の卒業式問題に取材した著作もある。
1987年、夕張を舞台にした小説『地熱』で多喜二・百合子賞を受賞する。
2007年より日本民主主義文学会の副会長、2011年より会長に就任、1期2年間つとめた。

## 著書
- 『紀子の場合』東邦出版社 1973
- 『自立する女性の系譜 お母さん弁護士平山知子の周辺』一光社 1977
- 『冬草の萌え』東邦出版社　1978
- 『涙より美しいもの 大津方式にみる障害児の発達』大月書店 大月フォーラムブックス 1981
- 『ヒロシマの朝そして今 被爆者として母として人間として』山下会著 稲沢編 あゆみ出版 1982
- 『夕張のこころ』大月書店 大月フォーラムブックス 1983
- 『いのちの肖像 医療過誤』現代社会を考える 労働旬報社 1984
- 『地熱』新日本出版社 1986
- 『誇りのナースキャップ 京都鞍馬口病院蔵野澄子の物語』桐書房 1988
- 『星の降る谷間』新日本出版社 1990
- 『おおらかに、自由の風よ 県立小金高校の熱い夏』青木書店 1996
- 『山村で楽しく生きる 栄村・四季の暮らしと村政と』本の泉社 1996
- 『北の碑』新日本出版社 1997
- 「障害を知る本 子どものためのバリアフリーブック」茂木俊彦監修 オノビン, 田村孝絵　大月書店

1　『障害と私たちの社会』茂木俊彦編 1998
2　『ダウン症の子どもたち』池田由紀江編 1998
3　『てんかんのある子どもたち』三宅捷太編 1998
4 『ことばの不自由な子どもたち』中川信子編　1998
5　『耳の不自由な子どもたち』藤井克美編 1998
6　『目の不自由な子どもたち』池谷尚剛編 1998
7　『自閉症の子どもたち』太田昌孝編 1998
8　『LD(学習障害)の子どもたち』上野一彦編 1998
9　『知的なおくれのある子どもたち』清水貞夫編 1998
10　『からだの不自由な子どもたち』藤井健一,中村尚子編 1999
11　『障害児を支える人びと』茂木俊彦編 1999
- 「難病の子どもを知る本」山城雄一郎,茂木俊彦監修 難病のこども支援全国ネットワーク編 オノビン, 田村孝絵 大月書店

1　『白血病の子どもたち』石本浩市編 2000
2　『心臓病の子どもたち』石澤瞭編 2000
3　『腎臓病の子どもたち』香坂隆夫編 2000
4　『小児糖尿病の子どもたち』三木裕子編　2000
5　『ぜんそく・アトピーの子どもたち』勝呂宏編 2000　
6　『ホルモンと代謝の病気』大橋十也編  2001
7　『神経難病の子どもたち』内藤春子編 2001
8　『難病の子どもを支える人たち』三宅捷太編 2001
- 『早春の家』大月書店 2001
- 『早春の庭』新日本出版社 2006
- 『わたしの鵞鳥・墳墓』花伝社　2019